# Giorgio Balboni
Giorgio Balboni (Ferrara, 24 novembre 1943 – Ferrara, 9 ottobre 2016) è stato un pittore italiano.

## Biografia
Ha frequentato dapprima l'istituto d'arte Dosso Dossi di Ferrara, successivamente l'istituto superiore Adolfo Venturi di Modena, diplomandosi maestro d'arte nel 1966. Inizialmente si distinse vincendo numerose gare di pittura estemporanea in Emilia-Romagna. Significativa di questo periodo è La ceppaia (1966), oggi presso la civica raccolta d'arte di Comacchio. Dopo l'esperienza paesaggistica, il suo stile subì una svolta grazie alla conoscenza e all'attento studio della Nuova Figurazione, una corrente propugnata soprattutto da Renzo Vespignani. L'artista stesso ha in seguito dichiarato di essere stato fortemente impressionato dalla visione del film Fellini Satyricon, che gli ha permesso di approdare a un inquieto realismo esistenziale.
Negli anni settanta espose in molte personali a Roma (Galleria Valle Giulia, 1972), Ferrara (Galleria Estense, 1975), (Palazzo dei Diamanti, 1978), Rio De Janeiro (Galleria Irlandini, 1978). In questo periodo iniziò una intensa attività di ritrattista, che rivelò nel 1974 nel foyer del Teatro Lauro Rossi di Macerata, in una personale costituita da una serie di icastici ritratti di cantanti lirici, da Franco Corelli a Mario Del Monaco. La serie di ritratti proseguì negli anni, con le immagini di Claudio Villa, cantante a cui era legato da grande amicizia, l'attrice Caterina Boratto, Franco Farina, direttore di Palazzo dei Diamanti, Monica Benini, amica gallerista, Lucio Scardino, storico dell'arte, Antonio Placido Torresi, pittore e restauratore. Altri ritratti avevano valenza più allegorica, come ad esempio uomini in pose teatrali abbigliati in maniera eccentrica, vecchie signore truccate vistosamente, un vescovo davanti a un microfono in una chiesa vuota.
Fondamentale il suo rapporto con la famiglia Sgarbi, frequentata a partire dal 1982. Il critico Vittorio Sgarbi lo invitò alle collettive tenute al Castello di Mesola (1987 e 1991), alla Fiera di Milano (1987) e gli presentò una mostra personale a Cesena nel 1997; nel 2011 lo invitò ad esporre all'edizione speciale della Biennale di Venezia dedicata al 150º dell'Unità d'Italia. In anni diversi, fra il 1986 e il 1990, Balboni eseguì ritratti a olio su tela di Vittorio, Elisabetta e Giuseppe Sgarbi, che attualmente sono conservati nella casa-museo di Ro Ferrarese.
Balboni ha poi illustrato diversi volumi scritti dal giornalista e musicologo Daniele Rubboli.
Tra i soggetti preferiti negli ultimi 30 anni è il manichino, ritratto attraverso le vetrine al di là dell'iperrealismo, tra realtà e apparenza.
Sue opere sono conservate anche presso la civica raccolta di Ferrara e la pinacoteca di Bondeno, Collezione Pro Loco.
Balboni fu trovato senza vita nella sua casa-studio di Ferrara nell'ottobre 2016.